# Izu (Shizuoka)
La ciudad de Izu (伊豆市 Izu-shi?) es una ciudad que se encuentra al centro de la península de Izu. 
Es famosa por los balnearios de aguas termales esparcidas por los torrentes montañosos.
Según datos del 2009 la ciudad tiene un población de 35,397 habitantes y una densidad de 97 personas por km². El área total es de 363.97 km².
Esta ciudad fue fundada el 1 de abril de 2004 por la fusión de cuatro municipalidades turísticas de Shuzenji, Amagiyugashima, Nakaizu, y Toi. La parte principal de esta ciudad es Shuzenji.

## Geografía
La mayor parte del área se rodea de la divisoria de aguas de la altura de 500 a 1,000 metros, así que el área se divide en dos partes: la montañosa y la marítima de la bahía de Suruga. La parte marítima tiene el clima más templado que la montañosa debido a la corriente cálida. Al contrario a veces nieva en la parte cercana al monte Amagi en invierno. También en esa parte llueve mucho a lo largo del año.

## Turismo
La ciudad de Izu es una localidad turística que tiene muchos balnearios de aguas termales, hoteles de estilo japonés (ryokan), y lugares de quintas. La parte principal está en la zona montañosa que sigue el curso del río Kano, que corre hacia el norte, y que es famoso por la pesca de ayu (plecoglossus altivelis).
La parte marítima que se llama Toi tiene una playa que se pone llena de bañistas en verano.

## Ciudades hermanadas
- 2005:  Nelson, Columbia Británica, Canadá
- 2005:  Hope, Columbia Británica, Canadá
- 1991:  Minamiminowa, Nagano, Japón